# Економіка Словаччини

Прапор Словаччини

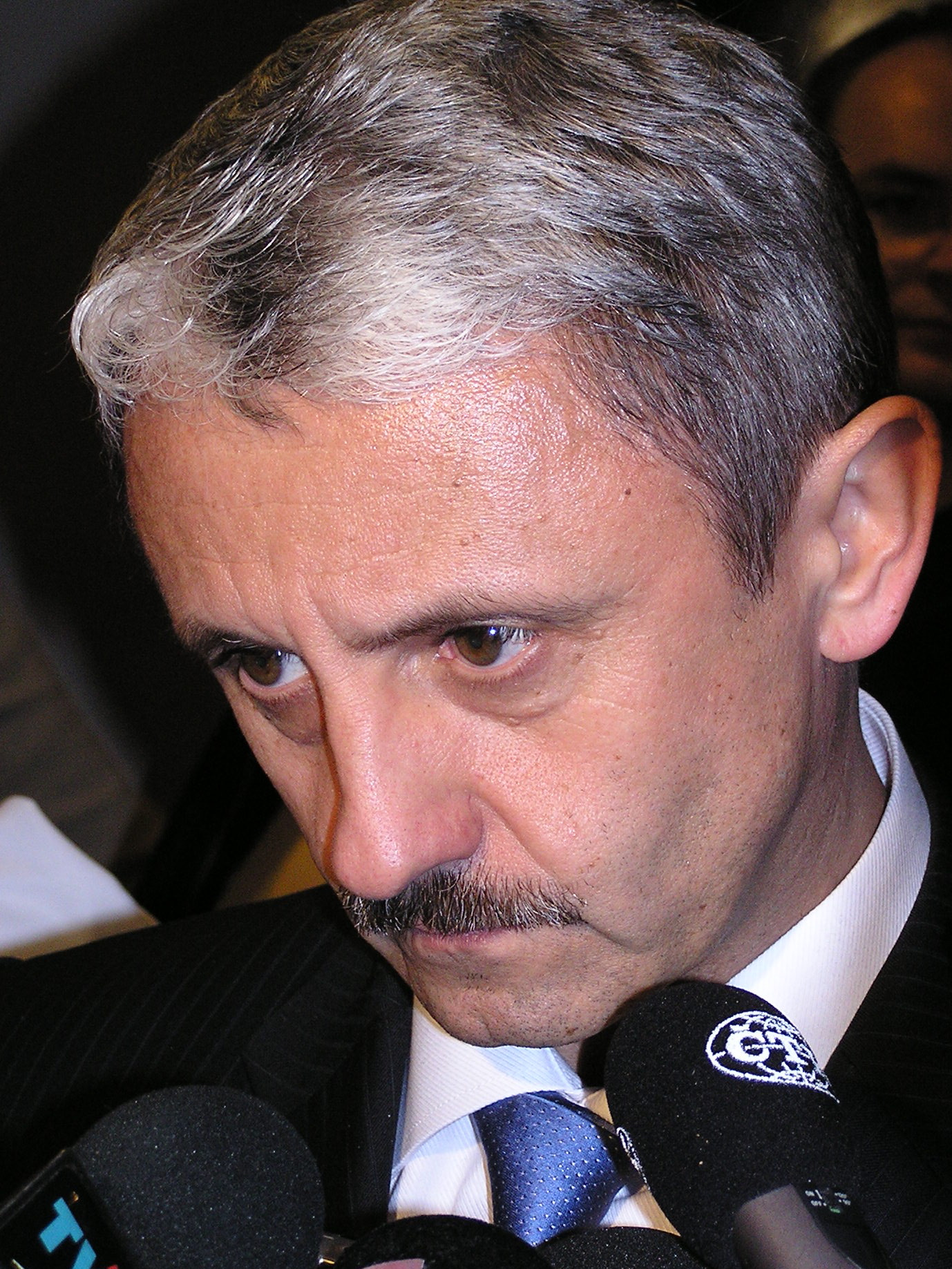
Мікулаш Дзурінда — 11-й Міністр закордонних справ Словаччини

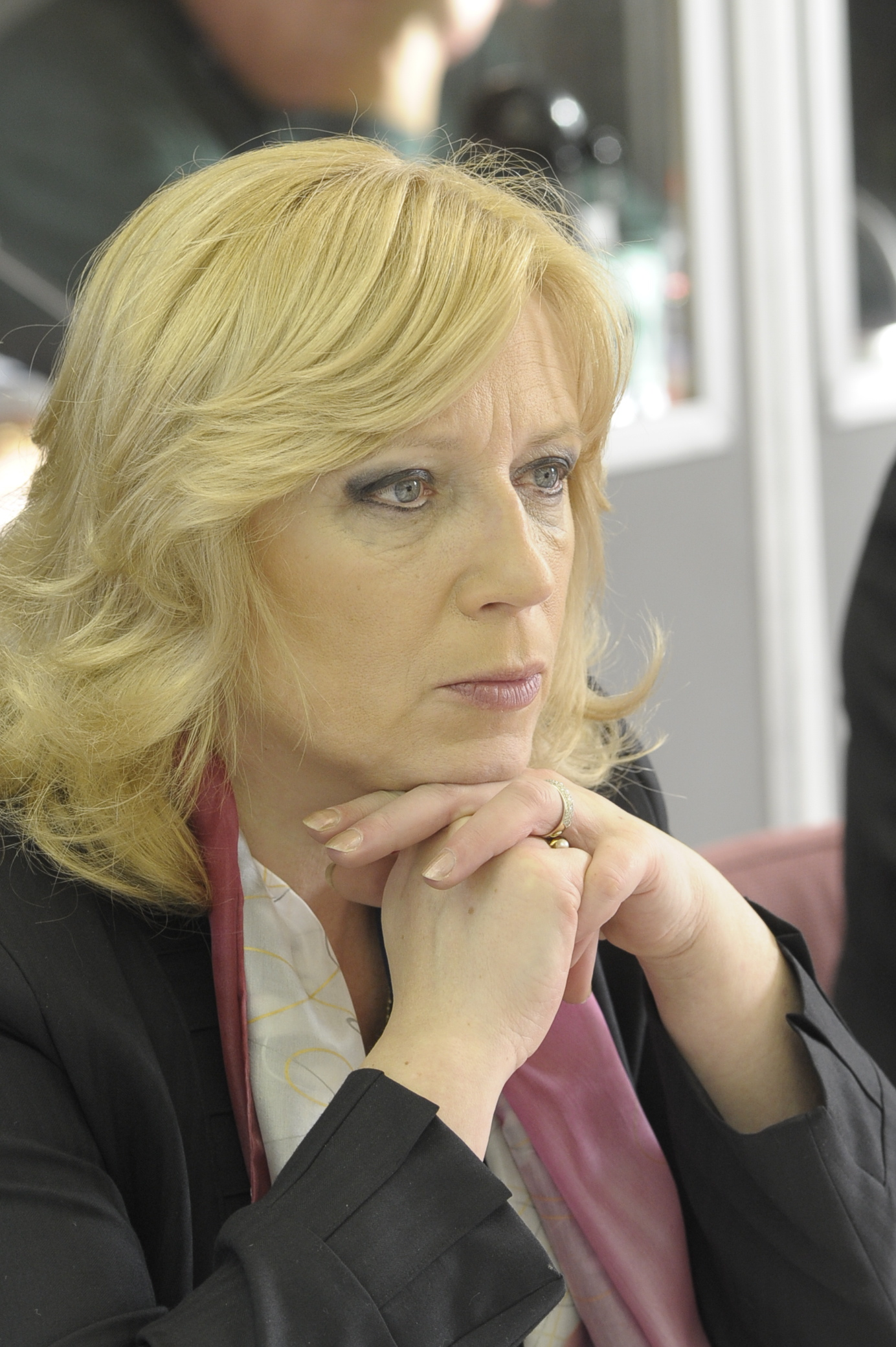
Івета Радічова — 6-й прем'єр-міністр Словаччини (2010—2012)

Словаччина — країна перехідної економіки, площа якої становить 49 тис.км².
Особливістю зовнішньоекономічних зв'язків Словаччини є значна рівновага обсягів між експортом та імпортом. У 2013 p., наприклад, словацький експорт становив $82,7 млрд, а імпорт $77,96 млрд.
У товарній структурі експорту головна роль належить продукції машинобудування — 19 %, хімічній — 13 %, продуктам харчування — 6 % та сировині — 5 %. Основні товарні групи імпорту — це продукція машинобудування — 29 %, хімічна — 14 %, паливо — 18 %, продукти харчування — 8 % та сировина — 6 %.
Найбільшим торговим партнером Словаччини є Німеччина, експорт — 19,2 % експорту Словаччини та імпорт — 15,8 % в 2010 році. Інші великі партнери:
- Чехія (13,7 % експорту Словаччини і 10,2 % імпорту Словаччини в 2010 році),
- Італія (5,5 % і 3,3 %),
- Росія (4,0 % і 9,8 %),
- Австрія (6,8 % і 2,5 %),
- Угорщина (6,6 % і 4,3 %),
- Польща (7,3 % і 4,1 %)
- Франція (6,8 % і 3,6 %).

Словаччина імпортує майже всю свою нафту і газ з Росії, і експортує її, в першу чергу, до ЄС і ОЕСР. У 2010 році 84,2 % експорту був з членами ЄС, а 85,9 % — з країнами ОЕСР. Експорт Словаччини до США склав 1,5 % від його загального обсягу експорту в 2010 році (млн $ 728), в той час як імпорт з США склав 0,9 % від загального обсягу закупівель за кордоном ($ 433 300 000).
Словаччина бере активну участь у регіональному економічному співробітництві. Схід країни разом з суміжними територіями Польщі, України, Угорщини, а також Румунії задіяний в роботі «Карпатського Єврорегіону». Участь у цьому єврорегіоні беруть середньо-східні окреси Пряшівського та Кошицького країв. У Кошицькому краї створена вільна економічна зона «Кошиці» [1].

## Історія
Словаччина, яка до 1918 року була відома в основному під назвою «High Hungary», «високогір'я», або під турецьким назвою «To't vilajet», має довгу історію. Ще в 100 р. до н. е., в Братиславі карбували монети під назвою «biateque». Протягом семи століть (від 1335 до 1918) в Кремніці карбували золоті дукати, з використанням місцевого золота, які були тієї ж якості і ваги.
У XV столітті в Словаччині почався масштабний видобуток золота в розмірі 1000—1500 кг на рік, які представляли близько 40 % світового виробництва плюс 10 000 кілограмів срібла, що становить 30 % від світового виробництва. Наприкінці XV і на початку XVI століття Словаччина була найбільшим виробником міді в Європі. Гірничодобувна і металургійна промисловість протягом тривалого часу були на досить високому рівні. У 1627 році в місті Банська Штявниця, для видобування корисних копалин вперше був використаний порох. Через триста років після створення Істрополітанської Академії (заснована в 1465 Матіасом Корвіном), в 1786 році в місті Банська Штявниця була створена перша Гірнича школа (Academy of Mines and Forests) та перша міжнародна асоціація вчених щодо розвитку шахт.

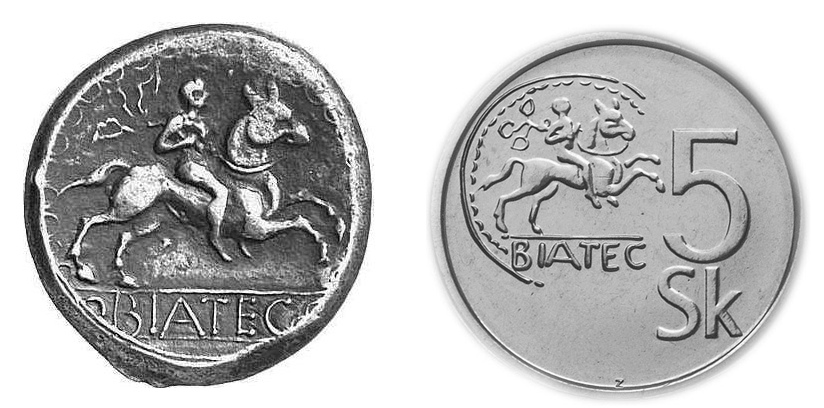
Монета кельтів, знайдена в Братиславі, та монета 5 крон

Розвиток капіталістичного ринку в Угорщині і сильний процес «мадяризації» (Hungarization), який відбувся в останні десятиліття XIX століття — на початку XX століття, зробили негативний вплив на економіку Словаччини — втрату економічної незалежності через інтеграцію до угорської економіки. Більше ніж 40 років проходив процес руйнування політичного, культурного, соціального та економічного життя в Словаччині. Протягом цього періоду (близько 1890 рік) у сфері управління містами Словаччини із 8900 посадовців було лише 1035 словаки (7865 — угорці). У сфері державного управління були 1147 державні службовці, з яких тільки 29 — словаки.
Велика частина населення Словаччини були змушені покинути Словаччину. У 1890-х роках Будапешті було в 4 рази більше словаків, ніж у загальній чисельності населення міста Жиліна (місто в Словаччині, населення 86 тисяч осіб станом на 2012 рік). У період з 1899—1913 майже 395 тисяч громадян Словаччини емігрували до Сполучених Штатів. Сьогодні майже два мільйони американців мають словацьке походження.
3 жовтня 1968 Словаччина отримала статус «соціалістичної республіки» і становила разом з Чеською Соціалістичною Республікою федеративну Чехословацьку державу. 1 січня 1993 р. Словацька республіка стала самостійною державою. 29 березня 2004 р. увійшла до складу НАТО і 1 травня 2004 р. до ЄС.
Після створення Словацької Республіки в січні 1993 року, Словаччина продовжувала важкий перехід від централізовано планової до сучасної ринкової економіки. Ця реформа сповільнилася в 1994—1998 період у зв'язку з клановим капіталізмом і безвідповідальних фіскальної політики уряду прем'єр — міністра Володимира Мечіара. Хоча економічне зростання та інші показники постійно поліпшувалися протягом діяльності уряду Мечіара, державний та приватний борг і торговий дефіцит значно збільшились, і приватизація прогресувала тільки уривками. Справжнє щорічне зростання ВВП досяг 6,5 % в 1995 році, але опустився до 1,3 % в 1999 році.
Процес реінтродукції економіки у незалежній Словаччині, заснованої на вільному підприємництві, проходив досить складно. Оскільки значна частина промислових об'єктів країни була побудована в часи СРСР, багато галузей промисловості були неефективні і вироблені товари не були конкурентоспроможними на світовому ринку. Для модернізації цих галузей і перенавчання працівників потрібні були іноземні інвестиції, але почасти через політичну нестабільність в країні їх було катастрофічно мало. Для рішення проблеми модернізації застарілої промисловості чехословацький уряд на початку 1990-х різко скоротив витрати на оборонну промисловість країни. Виробництво зброї та іншої військової техніки в 1980-х роках локалізувалось в значній мірі в Словаччині, де було зайнято майже 10 відсотків робочої сили в Словаччини. Саме тому після проведення реформи щодо видатків на розвиток оборонної сфери відбулося зниження загального промислового виробництва і значне зростання безробіття.
З 1993 по 1994 рік ВВП країни зріс на 4,3 %, інфляція знизилася з 20 % до 12 %, а дефіцит бюджету був взятий під контроль. Темпи змін залишається повільним. Важливою частиною переходу до ринкової економіки є повернення державних підприємств у приватну власність.

## Зовнішня торгівля
має важливе значення для економіку Словаччини. У 1994 році імпорт і експорт склав понад 6 млрд доларів кожен. Нафта, природний газ, машини і транспортне обладнання є основними статтями імпорту Словаччини. Експорт включає устаткування, хімікати, паливо, сталь, а також зброю. Чехія є основним торговельним партнером Словаччини, яка забезпечує близько 30 % імпорту та близько 40 % експорту Словаччини. Провідними торговельними партнери Словаччини також є Австрія, Німеччина, і Росія та інші.
Валюта Словацької Республіки — євро (до 1 січня 2009 р. була крона).

## Членство у міжн. орг-ціях

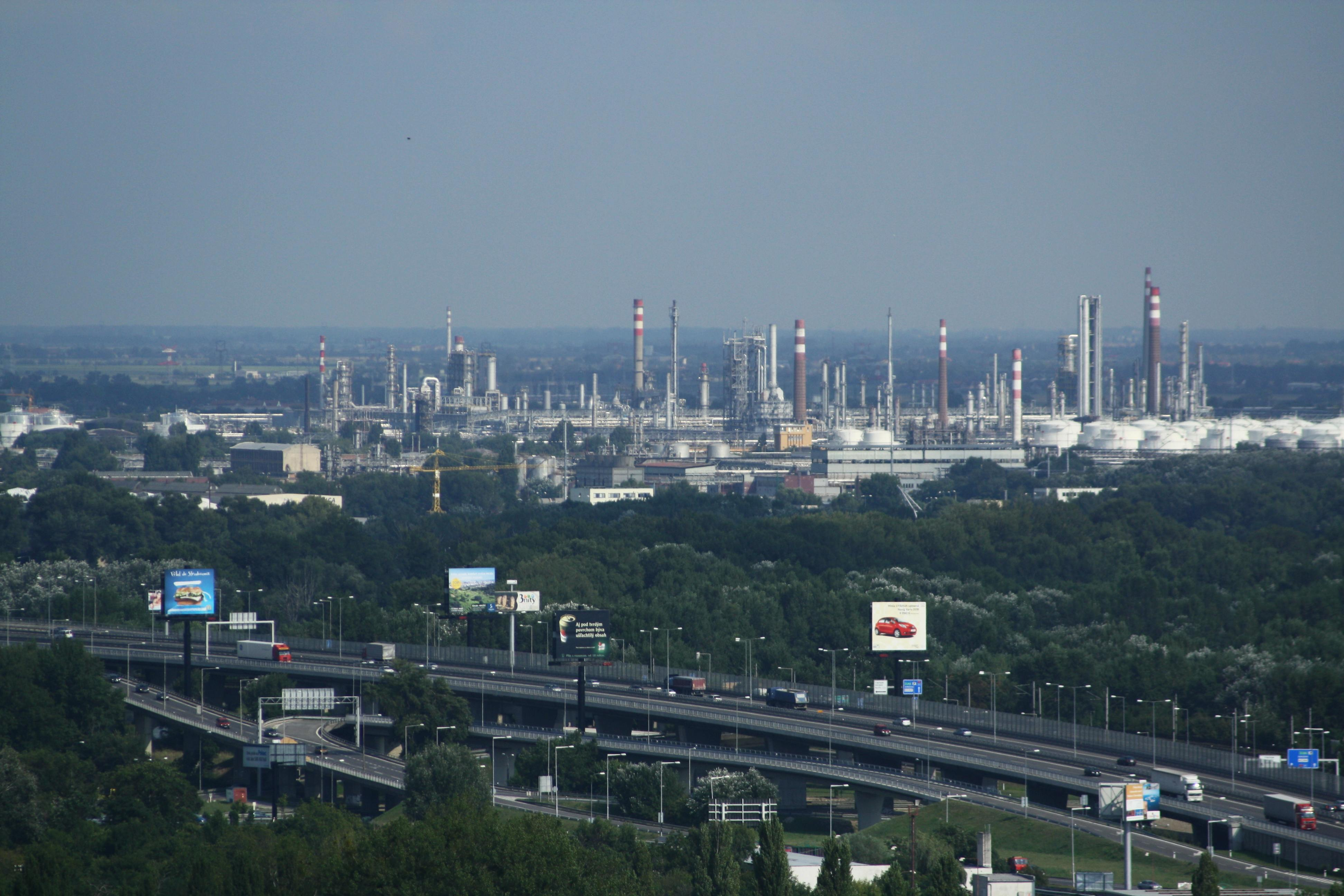
Slovnaft — найбільший нафтопереробний завод в Словаччині.

Словаччина є членом Міжнародного валютного фонду (МВФ) і Міжнародного банку реконструкції та розвитку (Світовий банк), а також Європейського банку реконструкції та розвитку (ЄБРР). У жовтні 1993 року уряд Словаччини підписали угоду про асоціацію з Європейським Союзом (ЄС), а в 1995 році країна запрошується до членства в ЄС і ОЕСР.
[5]
Темпи економічних реформ зросли під час діяльності прем'єр — міністра Мікулаша Дзурінда [Архівовано 20 березня 2014 у Wayback Machine.], який сприяв спрощенню податкової системи, реформи трудового кодексу та пенсійної системи і великої кількості приватизації. З настанням глобального економічного спаду в 2008 році, дуже залежна від експорту економіка Словаччини почала скорочуватися, на кінець 2009 року опустилась до 6,4 %, після зростання на 10,4 % в 2007 році. Темпи економіки сповільнилися в першому кварталі 2009 року — спад на 12 % порівняно з попереднім кварталом через посилення політичної кризи між Росією і Україною, який призвів до 3 — тижневого зриву постачань природного газу в Словаччині.
Словаччина приєдналася до Європейського механізму регулювання валютних курсів в листопаді 2005 року, і до Європейського валютного союзу 1 січня 2009 року. Загальний рівень інфляції споживчих цін впав до рівня 1,4 % в 2009 році (26 % у 1993 році). Дефіцит державного бюджету у 2009 році досяг 7,8 % ВВП. Заходи жорсткої економії, прийняті під час правління адміністрації І. Радичової були успішними у скороченні дефіциту до 4,6 % ВВП.
Для прямих іноземних інвестицій в Словаччині період 2000—10 років характеризується значним зростанням. Дешева і кваліфікована робоча сила, низькі податки, 19 %-вий податок для корпорацій і приватних осіб, ніяких податків на дивіденди, відносно ліберальний трудовий кодекс, а також вигідне географічне положення це далеко не всі основні переваги Словаччини. Основні положення економічної реформи залишилися недоторканими навіть після виборів 2006 року. Приплив прямих іноземних інвестицій в сукупності склав $ 48 720 млн в 2009 році; сумарний приплив прямих іноземних інвестицій в 2009 році — $ 2,0 млрд.

## Транспорт
Переважно гірський характер, крім Подунайської рівнини на південному заході, території країни зумовлює специфіку конфігурації її транспортної мережі. Довжина залізниць становить 3665 км, з них 1472 км електрифіковано і 1024 км двоколійні. Протяжність автомобільних доріг набагато більша — 17 869 км, з них магістральних 198 км. Довжина Дунайського водного шляху у Словаччині становить 172 км.

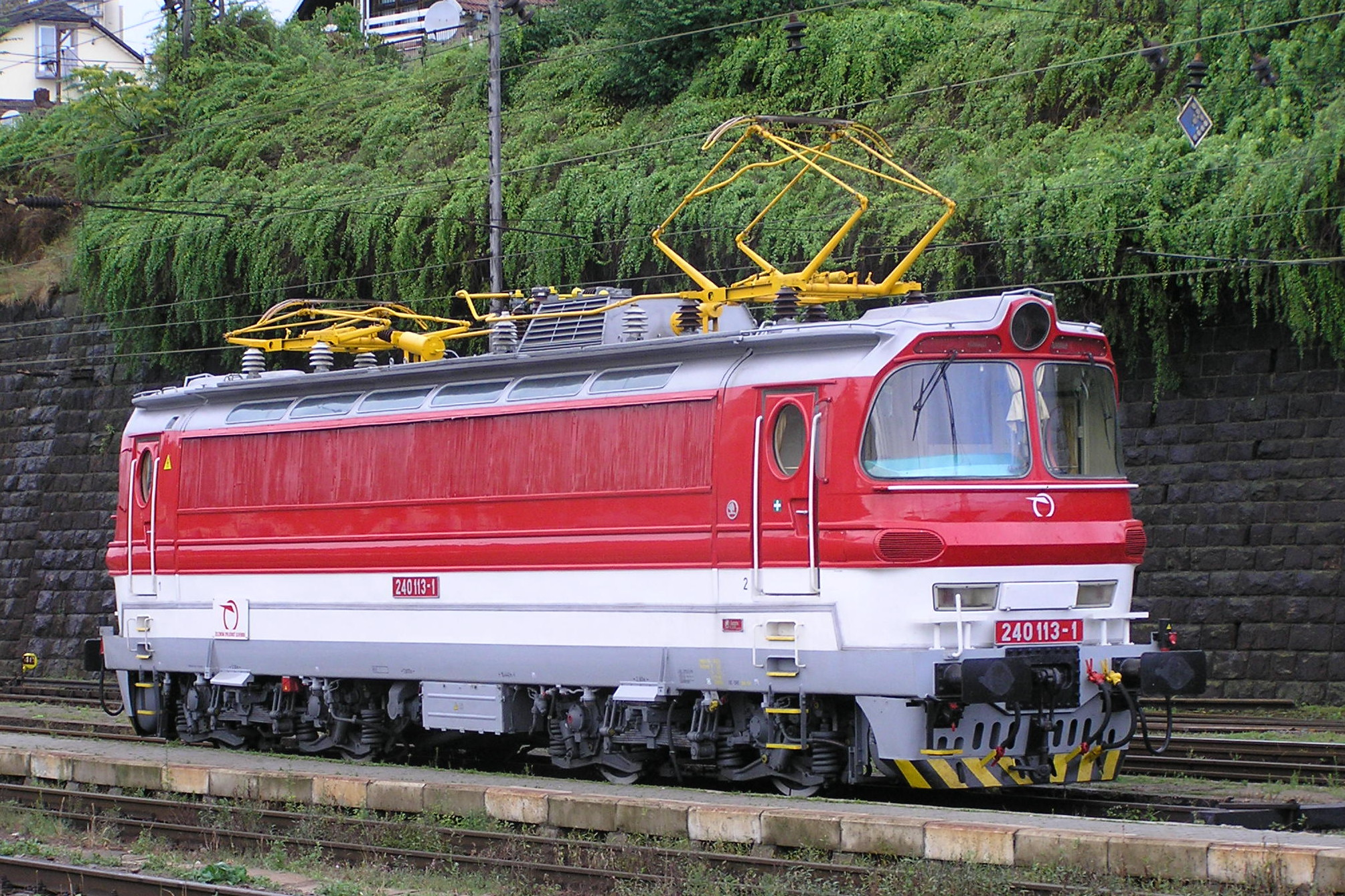
Електровоз з логотипом компанії «Železničná spoločnosť Slovensko» — словацький залізничний оператор, що займається пасажирськими перевезеннями

У транспортній залізничній мережі основними є три широтні та п'ять меридіональних ліній. Широтні лінії це: північна, Жиліна-Мартін-Попрад-Пряшів-Гуменне; середня, Зволен-Банська-Бистриця-Брезно-Кошиці; південна, Братислава-Нове Замки-Зволен-Рожнява-Кошиці-Требішов Меридіональні лінії проходять три на заході і дві на сході. Західні: Братислава-Трнава-Тренчин-Жиліна, Нове Замки-Нітра-Превідза-Мартін та Банська-Бистриця-Мартін. Східні: Кошиці-Пряшів та Требішов-Гуменне. Найбільшими транспортно-залізничними вузлами є Братислава та Нітра. Словаччина пов'язана з Україною двома залізничними переходами, Чиєрнанад-Тисов — Чоп та Вельке-Капушани-Ужгород.

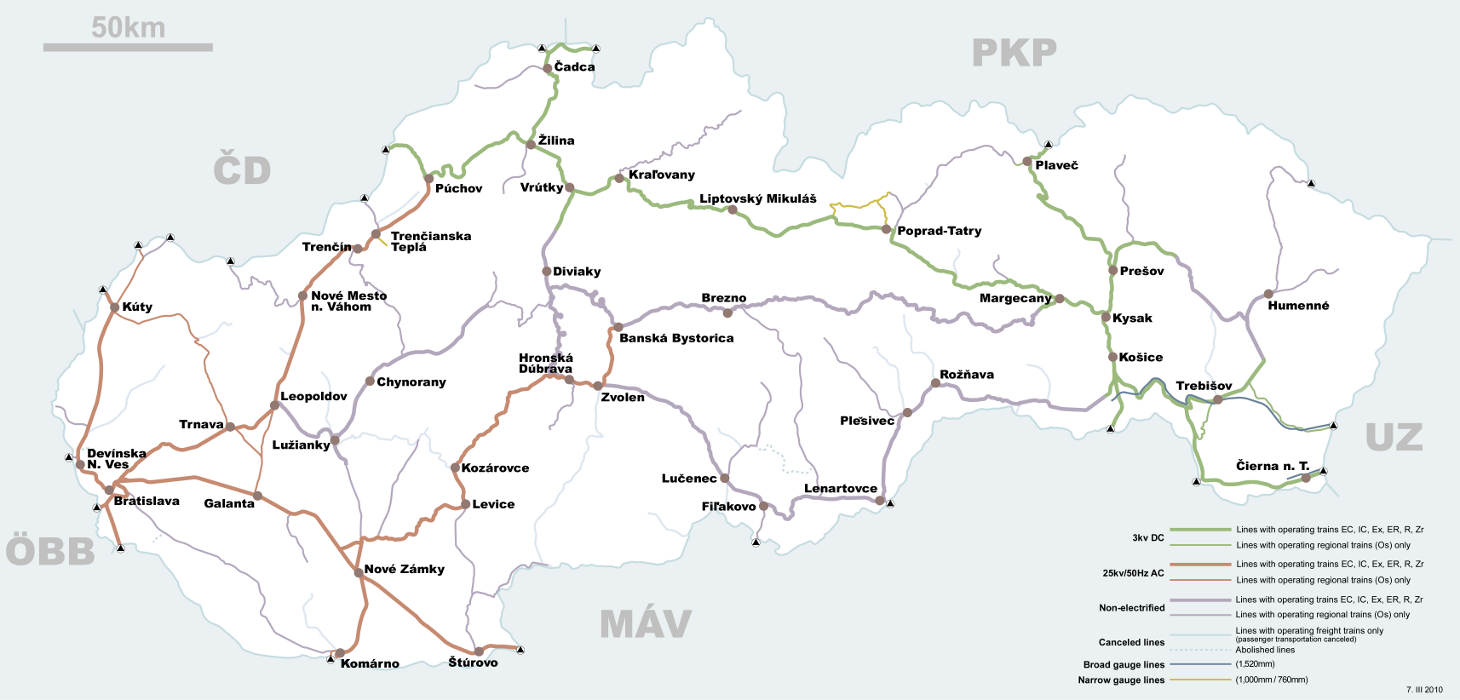
Залізничне сполучення в Словаччині

У Словаччині починає втілюватись в життя програма побудови швидкісних автострад. До ладу вже стали такі чотири автостради, або їх ділянки: Братислава -Кути (в Чехію); Братислава-Трнава-Горна Стреда (планується продовження до Тренчина); Ліптовска Тепла-Гибе (Жилінський край) та Кошиці-Пряшів.
Найбільше вантажів перевозить залізничний транспорт — 60 млн т., далі автомобільний — 32 млн т. і найменше річковий — 2 млн т. У перевезеннях пасажирів ситуація дещо інша. Найбільше їх перевозиться автомобільним транспортом — 720 млн осіб, суттєво менше залізничним — 90 млн осіб і найменше річковим — 0,2 млн осіб. Майже весь дунайський річковий вантажо- і пасажирообіг країни концентрується у двох портах — Братиславі і Комарно.
Важливе значення для Словаччини має трубопровідний транспорт. По ньому до країни надходять російська нафта та газ. Нафтопровід «Дружба», газопроводи «Братерство», «Союз» та «Прогрес» починаються на південному сході, на українсько-словацькому кордоні, і проходять півднем Словаччини на захід. Нафтопровід «Дружба» переходить до Чехії, від нього є гілка до Братислави. Газопроводи зі Словаччини продовжуються до Чехії та Австрії.

 [4]

##### Індекс транспортного обороту Словаччини за 2013 рік
|                                                       | 1     | 2     | 3     | 4     | 5     | 6     | 7     | 8     | 9     | 10    | 11    | 12    | 1-12  |
| ----------------------------------------------------- | ----- | ----- | ----- | ----- | ----- | ----- | ----- | ----- | ----- | ----- | ----- | ----- | ----- |
| Транспорт і зберігання                                | 114,1 | 107,5 | 110,2 | 109,6 | 110,7 | 109,4 | 109,6 | 106,1 | 111,2 | 110   | 110   | 112,6 | 110,2 |
| Наземний та трубопровідний транспорт                  | 113,5 | 104,5 | 112,2 | 108,5 | 110,3 | 113,1 | 109,6 | 111,4 | 115,9 | 111,8 | 111,9 | 115,8 | 112,2 |
| Водний транспорт                                      | 91    | 146,6 | 92    | 61,6  | 94,8  | 83    | 70,9  | 108,9 | 113,2 | 94,3  | 96,3  | 82,8  | 95,2  |
| Повітряний транспорт                                  | 118,9 | 82,9  | 84,6  | 102,2 | 107,1 | 100,9 | 95,4  | 77,5  | 107,2 | 94,1  | 93,4  | 90,9  | 93,3  |
| Складські послуги та допоміжна транспортна діяльність | 113,4 | 112,6 | 107,5 | 109   | 112,9 | 105,5 | 111,2 | 103,2 | 104   | 108   | 107,8 | 109,3 | 107,9 |
| Поштова та кур'єрська діяльність                      | 121,7 | 106   | 113,7 | 129,5 | 105,1 | 113,2 | 118,8 | 110,2 | 121,8 | 115,1 | 114,2 | 111,6 | 114   |

## Промисловість
Масова індустріалізація в Словаччині проходила в другій половині XX ст. Підприємства важкої промисловості (у тому числі вугільної промисловості, виробництво машин і сталі) були побудовані із стратегічних міркувань, оскільки Словаччина була більш захищеною від зовнішніх загроз, ніж західні частини Чехословаччини. Після закінчення холодної війни пріоритет промисловості, особливо важкої, знизився.
У 2010 році промисловість (включаючи будівництво) склали 35,6 % ВВП, у порівнянні з 49 % в 1990 році. В даний час, спираючись на давні традиції і висококваліфікованої робочої сили, основних галузях з потенціалом зростання наступних галузях: автомобільної, електронної, машинобудування, хімічне машинобудування, інформаційні технології.

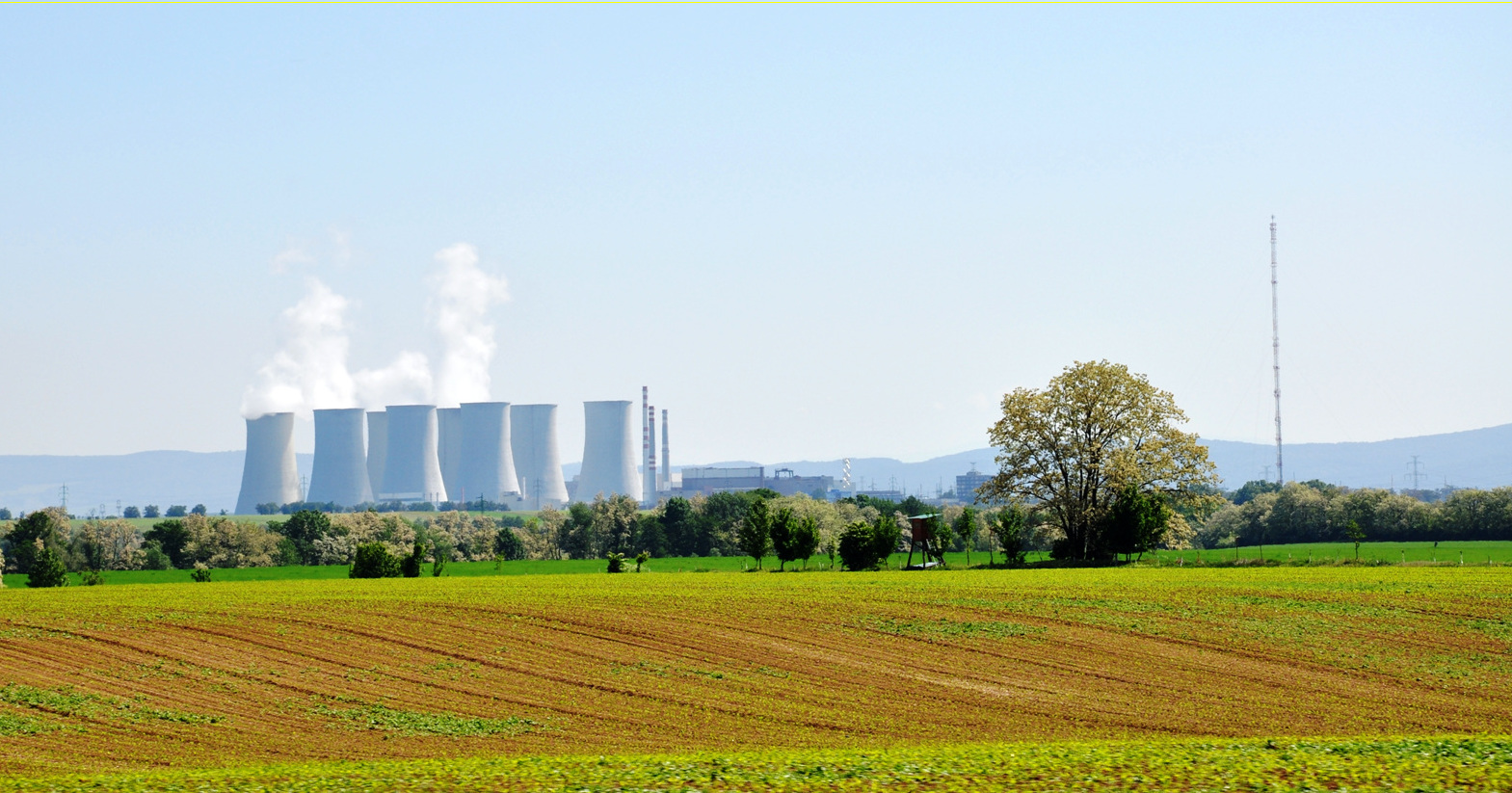
«АЕС Богуніце» (Bohunice)

Електроенергетика Словаччини виробляє близько 26 000 млн кВт/год. електричної енергії. Найбільша частка — 40 % припадає на атомну енергію. Основна АЕС в Ясловське-Богуніце (Трнавський край). Теплоелектростанції виробляють близько 35 % і гідроелектростанції 25 % електричної енергії. Основні ТЕС — Вояни (Пряшівський край), Новаки (Тренчинський край) та Братиславська. Найбільша концентрація виробництва гідроенергії на р. Ваг — каскад із 18 ГЕС. Продовжується також, спільно з Угорщиною, спорудження великої ГЕС на Дунаї. Словаччина видобуває близько 70 тис. т нафти і 350 млн м3 газу. Цього явно замало, тому основна частина нафти і газу імпортується. В районі м. Новаки (Тренчинський край) видобувається буре вугілля. Головним підприємством паливної (нафтопереробної) промисловості є комбінат «Словнафт» у Братиславі.
У Словаччині відносно добре розвинена металургія, зокрема, чорна металургія. Видобуток залізної руди невеликий (1,1 млн т.), тому основна частина імпортується, зокрема з України. Залізна руда видобувається на сході Словацького Рудногір'я (західна частина Кошицького краю). Центром видобутку марганцю є Попрад у Пряшівському краї. Виплавляється близько 10 млн т. сталі та прокату. Основним виробником сталі є металургійний комбінат — гігант у м. Кошиці. Словаччина виплавляє близько 20 тис. т алюмінію на базі угорських бокситів. Виплавка алюмінію зосереджена у м. Жяр-над-Гроном (Бансько-Бистрицький край).
Хімічна промисловість концентрується в основному на південному заході країни, у Сеніце (Трнавський край) та Шаля (Нітранський край). Найбільшим центром нафтохімії є комбінат «Словнафт» у Братиславі.
Словаччина виробляє близько 0,4 млн т паперу (Україна — 0,1 млн т.). Основні підприємства деревообробної та целюлозно-паперової промисловості знаходяться на півночі країни, у Жилінському та Пряшівському краях
Автомобільний сектор є одним з найбільш швидко зростаючих секторів в Словаччині через нещодавні великі інвестиції Volkswagen (Братислава), Peugeot (Трнава) і Kia Motors (Жиліна). У 2006 році на автівки припадало більше половини експорту Словаччини. Виробництво легкових автомобілів було трохи більше 400 тисяч одиниць у 2009 році, і ця цифра майже подвоїлася після відкриття заводу Kia. До 2010 року Словаччина буде одним з найбільших виробників автомобілів на душу населення в світі. Глобальний спад автомобільних продажів, однак, може обмежити майбутнє зростання цієї галузі.
Найбільші промислові компанії включають U.S. Steel (металургія), Slovnaft (нафтової промисловості), Samsung Electronics (електроніка), Sony (електроніка), Mondi Business Paper (папір), Hydro Aluminium (виробництво алюмінію), і Whirlpool Corporation [Архівовано 20 березня 2014 у Wayback Machine.] [8]

## Сільське господарство
На сільськогосподарські землі припадає близько половини (2446 тис. га) всієї площі країни. Рілля займає 61 % площі сільськогосподарських угідь. Друге місце за питомою вагою належить сіножатям і пасовищам — 34 %.
У рослинництві основною продукцією, що вирощується, є зернові, картопля, цукрові буряки, олійні, кормові та овочі. Валові збори зернових — близько 3,5 млн т. Зокрема, пшениці — 2,0 млн т, кукурудзи — 0,6 млн т, гороху — 0,1 млн т. Особливістю Словаччини є великі обсяги вирощування ячменю — 0,8 млн т. Вирощується також 0,5 млн т картоплі, 1,7 млн т цукрових буряків, 0,2 млн т олійних та ін. Головним рослинницьким регіоном країни є Подунайська низовина. Тут вирощується основна частина пшениці, кукурудзи, гороху та олійних. Необхідний для пивоваріння солодовий ячмінь вирощується на Подунайській низовині, а фуражний — в гірській частині Словаччини. Основні райони вирощування картоплі — північ і схід країни. Посіви цукрового буряку концентруються головним чином, на півночі Подунайської низовини. Урожайність вирощуваної продукції досить висока. Наприклад, пшениці 44 ц/га, ячменю 34 ц/га, картоплі — 155 ц/га та цукрового буряку 350 ц/га. На південному заході Словаччини розвинене виноградарство та садівництво, особливо багато абрикосових садів.
Поголів'я великої рогатої худоби становить 0,9 млн голів, свиней 2,1 млн голів, овець 0,4 млн голів і птиці — 13,4 млн голів. Головне місце у тваринництві займає розведення великої рогатої худоби. На Подунайській низовині поширене стійлове і пасовищне утримання великої рогатої худоби, в гірській частині — пасовищне. Свиней відгодовують на сало та м'ясо. Овець розводять головним чином на карпатських пасовищах, туди їх переганяють, як правило, влітку, а навесні і восени овець випасають на пасовищах коло сіл. Словаччина виробляє близько 400 тис. т м'яса, в тому числі близько 100 тис. т м'яса птиці, 1,2 млн л. молока, 1,6 млн штук яєць 2,1 тис. т овечого сиру та 1,1 тис. т вовни. Надої молока від однієї корови становлять 3,2 тис. л на рік.
[Архівовано 10 березня 2014 у Wayback Machine.] [9]

## Послуги
Сектор послуг у Словаччині в останні роки розвивається дуже швидко, в цій галузі роботи приблизно 57 % населення. 

### Туризм

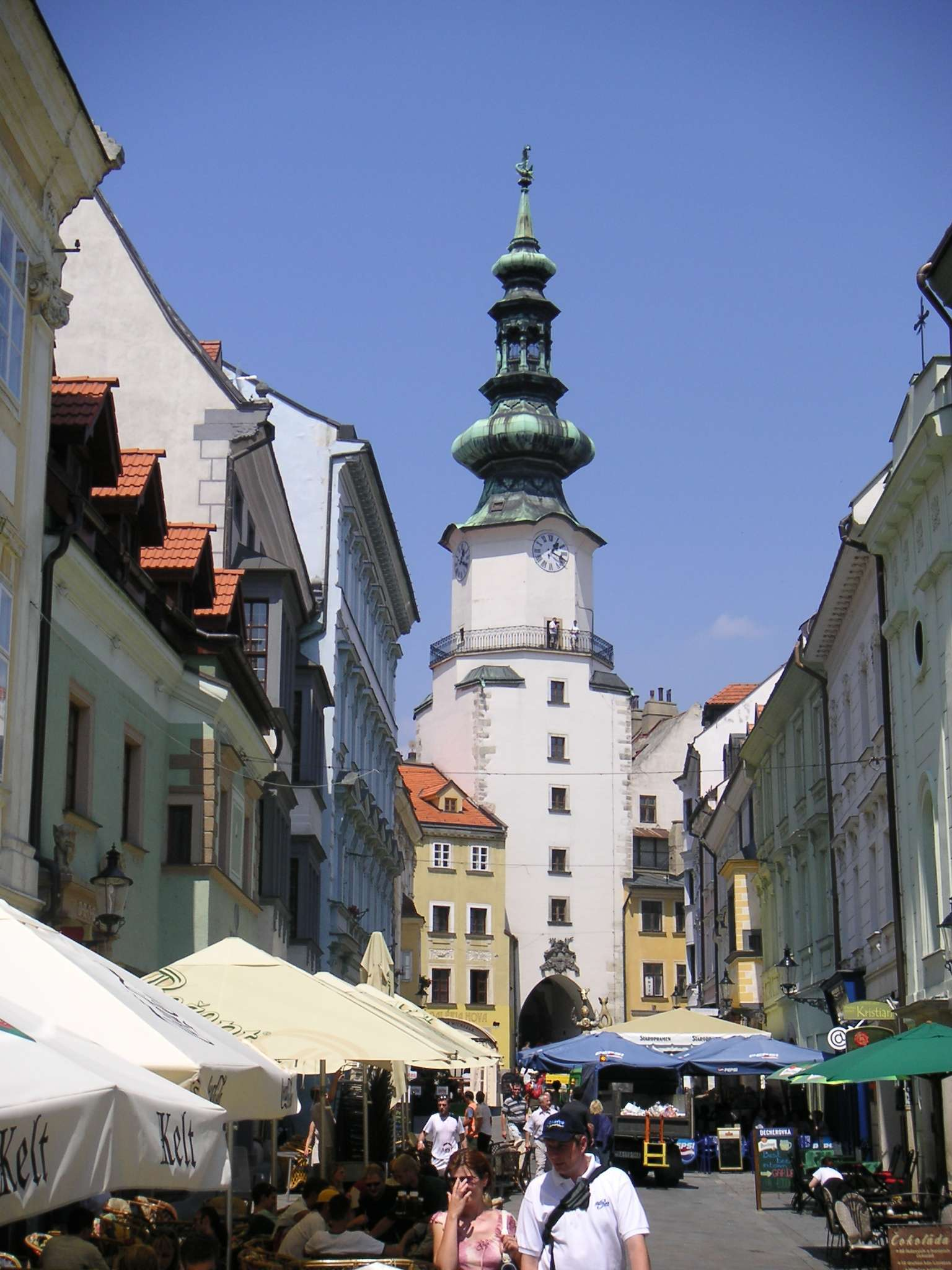
Братислава — столиця і найбільш відвідуване місто Словаччини

успішно розвивається, щорічне зростання приблизно 15 %, особливо в словацьких Татрах, де є чудова природа і можливість відпочивати, як взимку, так і в літній час . Проте, сектор, як і раніше, відносно слабо розвинений в порівнянні з сусідніми країнами. Відповідно до даних Федерального агентства з туризму Росії та Словаччини в 2009 році в Словаччині відпочивали лише 3187 громадян Росії і 226 988 чоловік з сусідньої Чехії! Для порівняння площа Словаччини 48 845 км ² з 5 мільйонами жителів, а Чехії 78 866 км ² з 10 мільйонів чоловік. Слід зазначити, що в Чеські Республіці немає гір! Красиві гірськолижні траси в Татрах в Словаччині приваблюють багатьох польських, англійських, німецьких та українських лижників. Сучасні аеропорти розташовані в Попраді, Відні та Братиславі, розширений і високошвидкісних залізничних магістралей, побудованих за останні 2—3 роки, дозволяють легко дістатися до гірськолижних баз Доновали Смоковець, Ясна і т. д.
[3]
Туристичний потенціал СР є високим внаслідок сприятливих географічного розташування, клімату, природних особливостей, а також добре розвиненої відповідної інфраструктури. Форма власності переважної більшості готелів у Словаччині — приватна.
За даними Міністерства економіки СР, у 2008 р. позитивне для Словаччини сальдо міжнародного туризму склало 295,3 млн євро, загальна кількість іноземних туристів, які відвідали Словаччину — 1,77 млн осіб, у тому числі — 28,9 тис. туристів з України.

##### Туристичні ресурси Словаччини

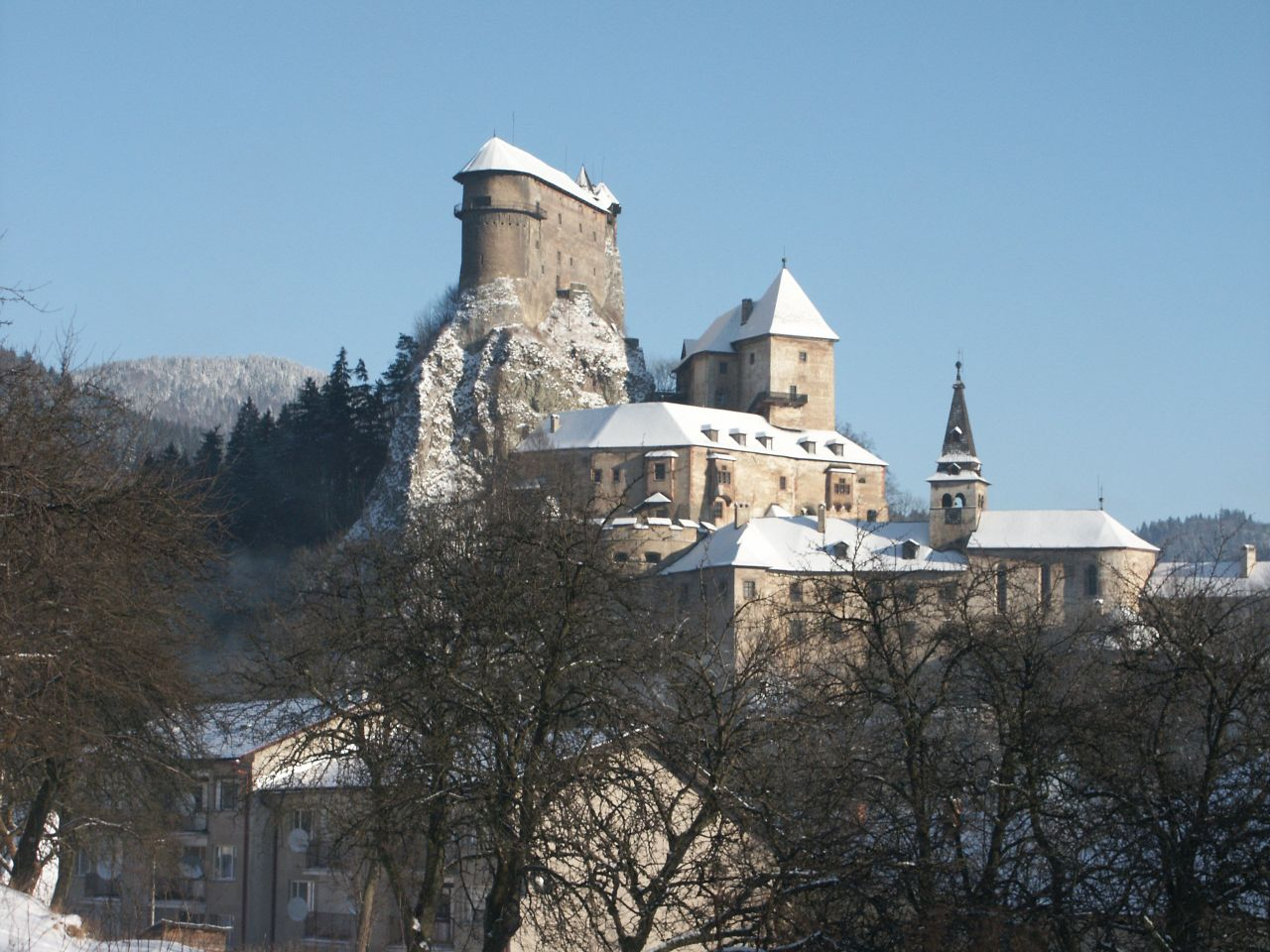
Оравський Град

- Національні парки Мала Фатра, Низке Татри, П'єнінський, Словенський Рай, Татранський.
- У столиці — # замок (Град, XII—XVIII ст.),  Деменовська крижана печера приваблює відвідувачів з моменту його відкриття в 13 столітті

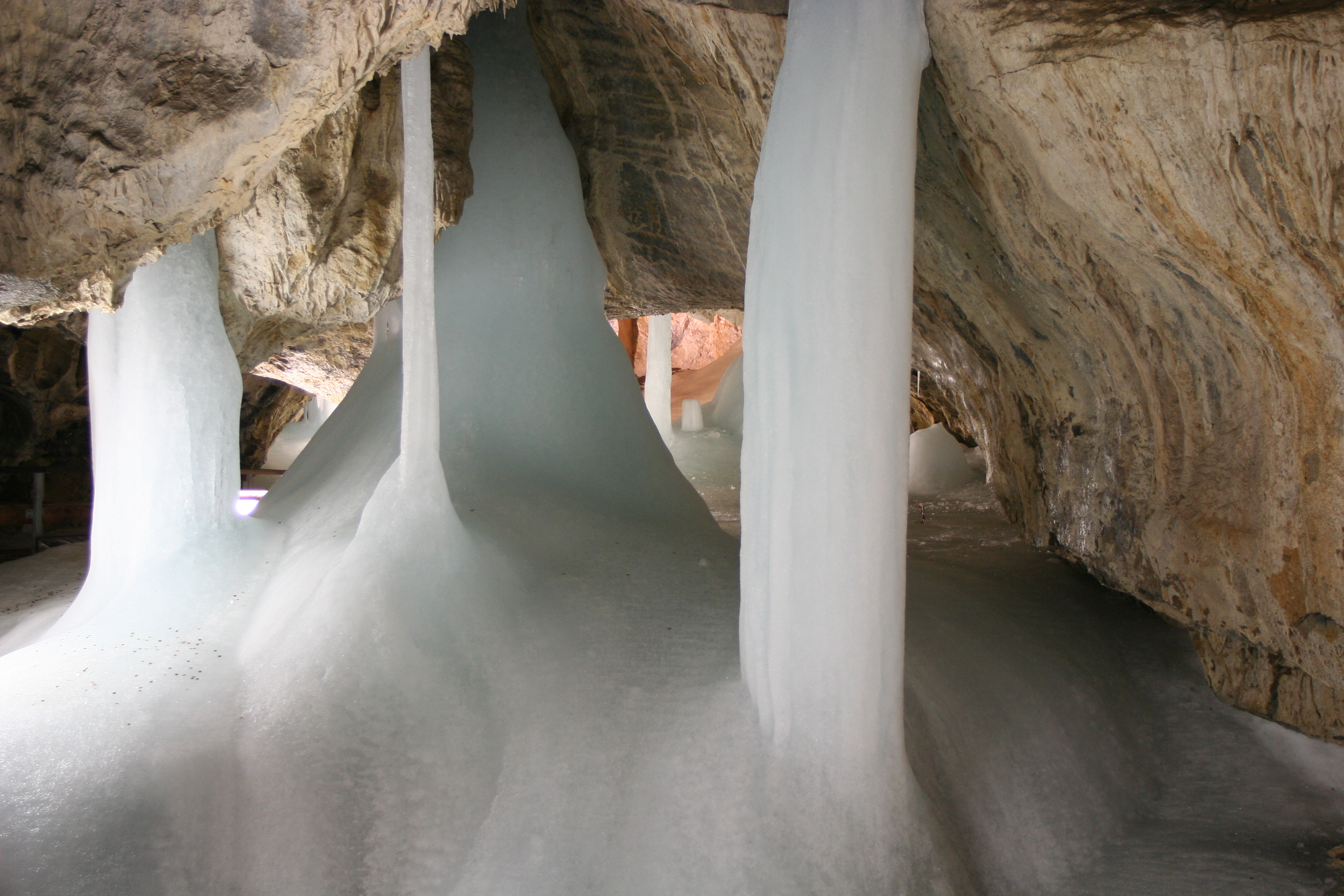
Деменовська крижана печера приваблює відвідувачів з моменту його відкриття в 13 столітті

1. Старе місто: залишки фортечних мурів (ХІІІ-XV ст.),
2. Михальська брама з надбрамною вежею (XIV—XVIII ст.),
3. готичний собор св. Мартина (XIV—XV ст., реставрований у XIX ст.),
4. церква кларисок (XV ст.),
5. монастир і церква францисканців (XIII—XVII ст.),
6. Стара ратуша (XIII—XV ст.);
7. церква св. Альжбети (Блакитна церква, 1739—1742 pp.),
8. церква св. Трійці (XVIII ст.),

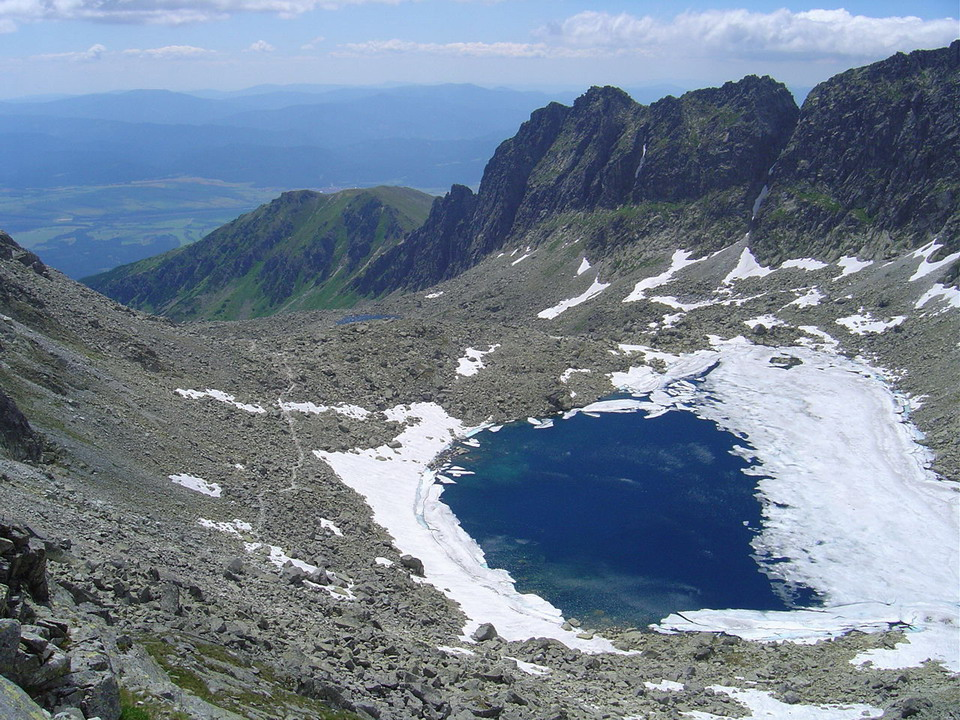
Високі Татри

9. палац Естергазі (XVIII ст.)
10. палац примаса (1778—1781 pp.)Високі Татри

- Музеї:

1. Національний,
2. Міський,
3. Декоративного мистецтва,
4. Зброї та міських укріплень,
5. Годинників,
6. Виноградарства,
7. Педагогічний,
8. Я. Ясенського,
9. Національна галерея.

У Бардейові — церква св. Еґідія (XV ст.)
У Кошицях — готичний собор св. Єлизавети (1382—1499 p.), готична капела св. Михайла (XIV ст.), домініканські церква та монастир (XIV—XVIII ст.), ратуша (1756 p.), Східнословацький музей.
У Нітрі — базиліка св. Емерама (1200 p.), середньовічний замок.
Найвідоміші середньовічні замки — Зволен, Орава, Стречно, Тренчин.
У горах — популярні гірськолижні курорти. [Архівовано 20 березня 2014 у Wayback Machine.] [8]

## Індекс економічної свободи
Після здобуття незалежності в 1993 році, ринкові реформи зробили Словаччину однією із найпривабливіших місць в Європі. Спочатку темпи реформ істотно сповільнилося через недосконалість грошово-кредитної політики при колишньому прем'єр-міністрі Володимиру Мечьяру (1993—1998). У 2004 році Словаччина приєдналася до Європейського союзу і НАТО і прийняла євро як свою валюту у 2009 році. Потужний автомобілебудівний і сільськогосподарський сектор сприяли помірному економічному зростанню, незважаючи на спад у багатьох інших країнах — членах ЄС.
Оцінка економічної свободи Словаччини в ІЕС 2014 року — 66,4, що робить її економіку 57-й в світі. Його оцінка знизилася на 2,3 пункти в порівнянні з минулим роком, що відображає значні зниження в свободі праці, фінансовій свободі і свободі бізнесу, що були вагомішими, аніж поліпшення у свободі торгівлі, свобода від корупції та свобода інвестицій. Словаччина займає 26 місце з 43 країн у Європі, і його загальний бал вище, ніж у середньому в світі.
За 20-річну історію індексу, оцінка економічної свободи Словаччини просунулася на 6 пунктів. Шість з 10 економічних свобод, включаючи свободу торгівлі, свободу інвестицій і фінансову свободу, просунулися на 10 пунктів або більше. Економіка Словаччини в цілому оцінена як «помірно вільна» з 2004 року.
Більш глибокі системні реформи, спрямовані на зміцнення правової бази критично необхідні для забезпечення прогресу Словаччини до високого рівня економічної свободи. Відновлення фінансової дисципліни у світлі останніх великих бюджетних дефіцитів є одним із пріоритетних завдань.
[Архівовано 25 березня 2014 у Wayback Machine.] [2]

## Податкова система
У 2003 році Словаччина здійснюється податкову реформу, яка була спрямована на спрощення податкової системи та створення більш сприятливого середовища для іноземних інвестицій. Цей закон діє до наших днів з доповненнями та змінами
Словаччина скасували такі податки: податок на спадщину, податки на подарунки, продаж нерухомості, і, найголовніше, податок на дивіденди у разі акціонерних товариств або перерозподілу податкових надходжень у разі LLC. Експорт 100 % прибутку для підприємств з іноземним капіталом не допускається. Був встановлений єдиний розмір прибуткового податку для фізичних та юридичних осіб незалежно від їх доходу: 19 %. Ставка ПДВ також 19 %, виняток: фармацевтика, оптика, книги, продукція для людей з обмеженими можливостями (у цьому випадку знижена). Платником ПДВ може бути необов'язковим або обов'язковою, коли річний обсяг продажів перевищив протягом попередніх 12 місяців 49 790 євро. З оборотом понад 331 939,19 євро, компанія оплачує ПДВ щомісячно, з оборотом в 49 790—331 939,19 щоквартально.
Словаччина підписали договір про уникнення подвійного оподаткування з багатьма країнами, наприклад: Білорусь, Боснія і Герцеговина, Ізраїль, Індія, Китай, Кіпр, Латвія, Литва, Македонія, Мальта, Росія, Туреччина, Туркменістан, Узбекистан, Україна, Чорногорія і Швейцарія.
[3]

## Стан двостороннього торговельного та інвестиційного співробітництва між Україною та Словацькою Республікою
Зовнішня торгівля між Україною та Словацькою Республікою
У 2013 році зовнішньоторговельний обіг товарами становив 1416,216 млн дол. США та збільшився, у порівнянні з відповідним періодом 2012 року, на 12,5 %. При цьому, експорт становив 752,761 млн дол. США та збільшився на 12 %, імпорт становив 663,455 млн дол. США та збільшився на 13 %. Позитивне сальдо становить 89,306 млн дол. США.

##### Динаміка торгівлі товарами
(млн дол. США)
| Текст заголовка | 2009 | 2010 | 2011 | 2012   | 2013   |
| --------------- | ---- | ---- | ---- | ------ | ------ |
| Товарообіг      | 739  | 1010 | 1447 | 1260,3 | 1416,2 |
| Експорт         | 433  | 568  | 843  | 672,6  | 752,7  |
| Імпорт          | 306  | 442  | 604  | 587,7  | 663,4  |
| Сальдо          | 127  | 125  | 239  | 84,9   | 89,3   |

Джерело: Державна служба статистики України [Архівовано 23 січня 2013 у Wayback Machine.] [7]

##### Динаміка торгівлі послугами
(млн дол. США)
| Текст заголовка | 2008 | 2009 | 2010 | 2011 | 2012 | 2013 (6 місяців) |
| --------------- | ---- | ---- | ---- | ---- | ---- | ---------------- |
| Товарообіг      | 109  | 63   | 68   | 82,4 | 64,3 | 17,7             |
| Експорт         | 71   | 47   | 51   | 50,8 | 36,9 | 11,7             |
| Імпорт          | 38   | 16   | 17   | 31,6 | 27,4 | 6                |
| Сальдо          | 33   | 31   | 33   | 19,2 | 9,5  | 5,7              |

Джерело: Державна служба статистики України [Архівовано 23 січня 2013 у Wayback Machine.] [7]
За 6 міс. 2013 року ЗТО послугами склав 17,7 млн доларів США та збільшився в порівнянні з відповідним періодом 2012 роком на 11,4 %, при цьому експорт послуг з України до Словаччини склав 11,7 млн доларів США та збільшився на 11,4 %, імпорт словацьких послуг в Україну склав 6 млн доларів США та збільшився на 9,1 %. Позитивне сальдо для України за цей період склало 5,7 млн доларів США.
Стан інвестиційного співробітництва
Прямі іноземні інвестиції зі Словаччини в Україну
Станом на 01.07.2013 Словаччина інвестувала в економіку України 97,8 млн дол. США, що складає 0,2 % від загального обсягу прямих іноземних інвестицій, залучених до української економіки.
У І півріччі 2013 року відбувся приріст словацьких інвестицій до України обсягом 27,2 млн дол. США.

## Основні соціально-економічні показники
Джерело: The World Factbook [Архівовано 25 червня 2018 у Wayback Machine.] [6]
| Площа                                                | 49,036 км² (123) |
| Населення (2014)                                     | 5 443 583 (117) |
| ВВП (за ПКС) :                                       | $ 133,4 млрд (2013 р.) (66 місце в світі), $ 132,3 млрд (2012 р.), $ 129,6 млрд (2011 р.) |
| ВВП — реальний темп зростання:                       | 0,8 % (2013 р.) (177 місце в світі), 2 % (2012 р.), 3,2 % (2011 р.) |
| ВВП — на душу населення (за ПКС):                    | $ 24 700 (2013 р.) (Місце країни в світі: 61), $ 24 500 (2012 р.), $ 24 000 (2011 р.) |
| ВВП — по секторах походження: сільське господарство: | 3,1 %, промисловість: 30,8 %, послуги: 47 % (2013 р.) |
| Сільське господарство:                               | зернові культури, картопля, цукровий буряк, хміль, фрукти, свиней, великої рогатої худоби, птиця, деревина. |
| Промисловість:                                       | метал і вироби; продукти харчування і напої; електрику, газ, кокс, нафта, ядерне паливо; хімічні речовини і штучні волокна; машини та обладнання; папір і друк; фаянсу та кераміки; транспортні засоби; текстиль; електричні та оптичні прилади ; гумові вироби |
| Робоча сила:                                         | 2 727 000 (2013 р.) (109 місце в світі) |
| Робоча сила — по галузях економіки:                  | Приклад сільське господарство: 3,5 %, промисловість: 27 %, послуги: 69,4 % (грудень 2009) |
| Рівень безробіття:                                   | 14,4 % (2013 р.) (138 місце в світі), 13,6 % (2012 р.) |
| Населення за межею бідності:                         | 21 % (2002) |
| Бюджет :                                             | доходи : $ 32,41 млрд витрати: $ 35,72 млрд (2013 р.) |
| Державний борг:                                      | 55,5 % від ВВП (2013 р.) (56 місце в світі), 52,1 % від ВВП (2012 р.) |
| Рівень інфляції (споживчі ціни)                      | 1,7 % (2013 р.) (51 місце в світі), 3,6 % (2012 р.) |
| Експорт                                              | $ 82,7 млрд (2013 р.) (45 місце в світі), $ 80,67 млрд (2012 р.) |
| Експорт — товари:                                    | машини та електрообладнання 35,9 %, транспортних засобів 21 %, недорогоцінні метали 11,3 %, хімічні речовини та мінерали 8,1 %, пластмаси 4,9 % (2009 рік) |
| Експорт — партнери:                                  | Німеччина 22,3 %, Чехія 14,9 %, Польща 8,8 %, Угорщини 7,8 %, Австрія 7 %, Франція 5,6 %, Італія 4,9 %, Велика Британія 4,1 % (2012) |
| Імпорт:                                              | $ 77,96 млрд (2013 р.) (39 місце в світі), $ 75,99 млрд (2012 р.) |
| Імпорт — товари:                                     | машини та транспортне обладнання 31 %, мінеральні продукти 13 %, транспортні засоби 12 %, недорогоцінні метали 9 %, хімікатів 8 %, пластмас 6 % (2009 рік) |
| Імпорт — партнери:                                   | Німеччина 18,6 %, Чехія 18 %, Росія 9,9 %, Австрія 8 %, Угорщина 6,8 %, Польща 6 %, Південна Корея 4,1 % (2012) |